# Cnemaspis quattuorseriata
Espèce
Synonymes
- Gonatodes quattuorseriatus Sternfeld, 1912
- Cnemaspis bohmanni Müller & Uthmöller 1950

Cnemaspis quattuorseriata est une espèce de geckos de la famille des Gekkonidae.

## Répartition
Cette espèce se rencontre en Ouganda, au Kenya, au Rwanda, au Cameroun et dans le nord-est du Congo-Kinshasa.
Sa présence en Tanzanie est incertaine.

## Publication originale
- Sternfeld, 1912 : IV. Zoologie II. Lfg. Reptilia Wissenschaftliche Ergebnisse der Deutschen Zentral-Afrika Expedition 1907-1908, unter Führung A. Friedrichs, Herzogs zu Mecklenburg, Klinkhard und Biermann, Leipzig, vol. 4, p. 197-279 (texte intégral).